# Lovesick Girls
"Lovesick Girls" é uma canção gravada pelo grupo feminino sul-coreano Blackpink, lançada em 2 de outubro de 2020, através da YG Entertainment e Interscope Records, como o terceiro single do primeiro álbum de estúdio em língua coreana do grupo, The Album (2020). Foi escrita por Teddy Park, Løren, Danny Chung e as integrantes do grupo Kim Ji-soo e Jennie Kim, enquanto Teddy produziu a música ao lado de 24, Brian Lee, Leah Haywood, R. Tee e David Guetta. "Lovesick Girls" é uma canção de dance-pop e electropop, com elementos de country, folk e EDM. Em termos líricos, a música lida com a dor após o fim de um relacionamento.
"Lovesick Girls" alcançou a posição número dois na parada Gaon na Coreia do Sul. Em outro lugar, a canção alcançou a posição número dois na Billboard Global 200 e número um no Global Excl. U.S., e as paradas de sucesso na Malásia e Singapura. Ele também alcançou a posição cinquenta e nove na Billboard Hot 100 dos Estados Unidos, e figurou nas paradas de recordes em outros quatorze países. Um vídeo musical para a faixa foi dirigido por Seo Hyun-seung e lançado com a canção. Nas primeiras vinte e quatro hora, o vídeo obteve 61,4 milhões de visualizações, tornando-se a sexta maior estreia em vinte e quatro horas de um vídeo musical. A canção foi tocada com "Pretty Savage" em vários programas musicais na Coreia do Sul, incluindo Show! Music Core e Inkigayo.

## Antecedentes e composição
A partir de 22 de setembro, a gravadora do grupo carregou vários teasers para cada membro em suas respectivas contas nas redes sociais. O nome da música e a data de lançamento foram anunciados em 28 de setembro de 2020. O poster teaser que acompanha apresenta os membros do grupo encostados uns nos outros com o logotipo da música no topo ao lado de um teaser oficial. A canção foi posteriormente revelada como a "faixa principal" do álbum, e no dia seguinte, a tracklist oficial do álbum foi lançada via Twitter.
| “ | A canção envia uma mensagem de esperança girando em torno de garotas que estão constantemente feridas em relacionamentos, mas novamente decididas por um novo amor. | ” |
|   | — Jisoo sobre o conceito da canção. |   |

"Lovesick Girls" foi escrita por Løren, Kim Ji-soo, Jennie Kim, Danny Chung e Teddy Park, enquanto a produção foi feita pelos três últimos com R. Tee e David Guetta. A música foi descrita como uma faixa dance-pop e electropop com toques de violão e um som EDM. Em termos de notação musical, a canção é composta em tom de sol bemol maior, com um tempo de 128 batidas por minuto, e dura três minutos e 14 segundos. Em termos líricos, a música lida com a dor após o fim de um relacionamento e não ser capaz de encontrar a pessoa perfeita.